# Torre de TV de São Petersburgo
A Torre de TV de São Petersburgo é uma torre de 310 metros de altura localizada na cidade russa de São Petersburgo. Foi construída em 1985 e, até julho de 2019, é a 36.ª torre de estrutura independente mais alta do mundo.